# 高師濱站

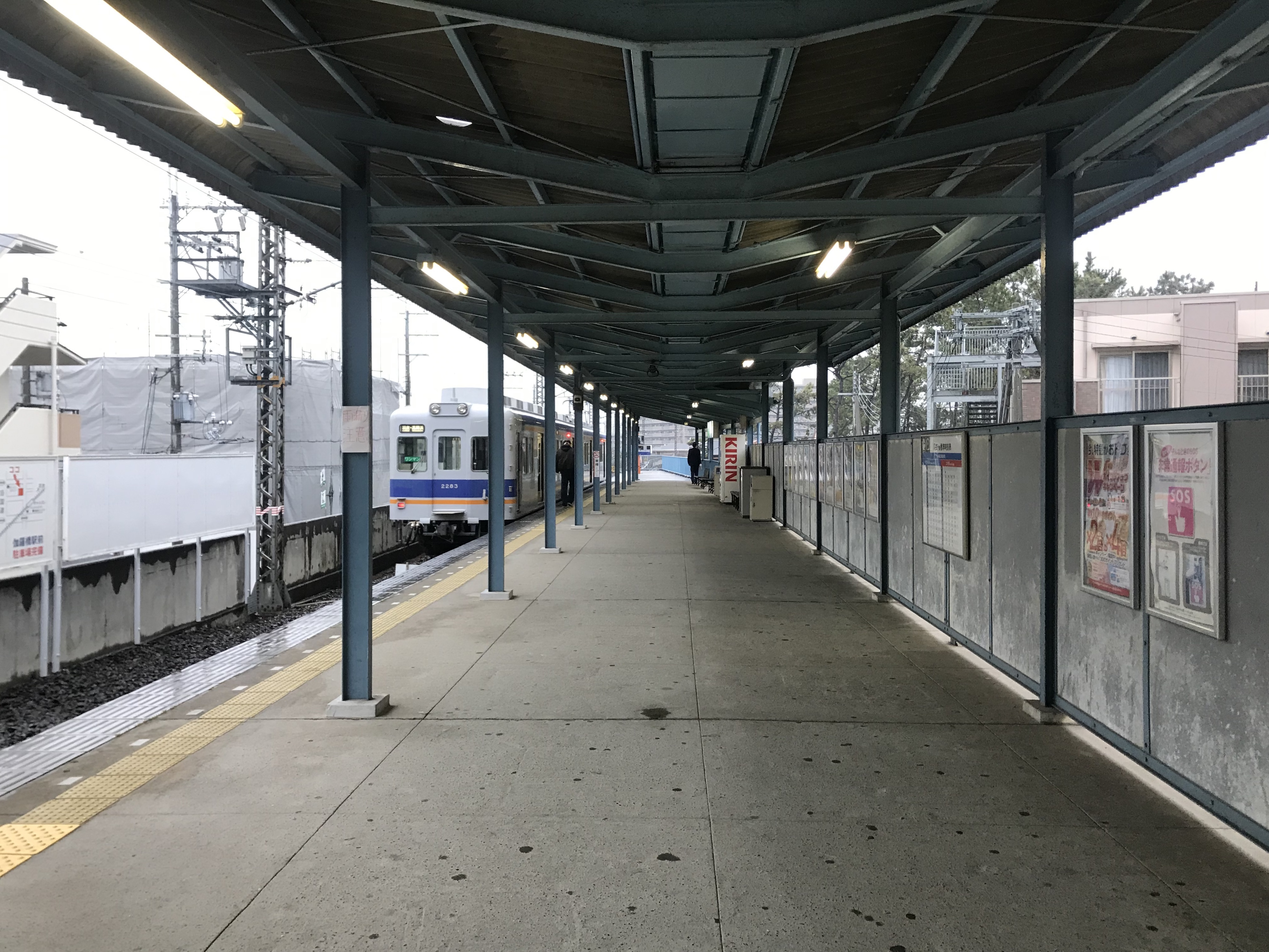
月台

高師濱站（日语：／ Takashinohama eki */?）是位於大阪府高石市高師濱四丁目1番37號，南海電氣鐵道（南海）的高師濱線車站（終點站）。車站編號為NK16-2。

## 歷史
- 1919年（大正8年）10月25日 - 南海鐵道高師濱線伽羅橋站至高師濱站之間開通，此終點站啟用。
- 1944年（昭和19年）6月1日 - 公司合併，成為近畿日本鐵道車站。
- 1947年（昭和22年）6月1日 - 路線轉讓至南海電氣鐵道。
- 1970年（昭和45年）3月1日 - 成為高架車站。
- 2021年（令和3年）5月 - 隨著羽衣站至伽羅橋站之間進行高架化工程，車站暫停服務[1]。在高架化工程期間開設代行巴士服務（直至2024年春天）[1]。
- 2024年（令和6年）4月6日 - 高師濱線羽衣站月台高架化完工。該線路的巴士即日期服務結束。

## 車站構造
車站是一座高架車站，設有1面1線的單式月台。列車會在月台上折返。月台可容納4卡車廂，月台羽衣一方設有柵欄。在月台終端處設有止衝擋。此站的月台已預留了1面2線的月台，但是暫停沒有這樣的計劃。月台位於2樓，路軌位於月台西邊。此站設有廁所。
車站大樓位於月台南邊。車站大樓正面入口上方設有彩繪玻璃。大樓在高師濱線高架化時預計拆毀，當地居民在熱烈要求下保留了大樓。但是，部分玻璃可能會破裂，而將來也可能會因風等因表使造成嚴重損壞。因此，高石市為了車站啟用100周年為機會，向南海電鐵申請保存和活用車站大樓。在2020年3月，南海電鐵寄贈給高石市。高師濱站車站大樓玻璃上方使用強化樹脂製的複製品。
在檢票口外的商店已經結業，變成自動販賣機。在2011年5月1日起，部分時段成為無人車站。此站設有1台售票機、乘車站證明票發行機和補票機。

## 使用狀況
在2016年（平成28年）度，1日平均上下車人次為1,631人。
| 年度   | 1日平均 上下車人次 | 1日平均 乘車人次 | 排名 | 參考資料 |
| ------ | ------------------ | ---------------- | ---- | -------- |
| 2000年 | 2,057              | 1,024            |      | [ 3 ]    |
| 2001年 | 2,064              | 1,050            |      | [ 4 ]    |
| 2002年 | 2,004              | 1,017            |      | [ 5 ]    |
| 2003年 | 1,917              | 966              |      | [ 6 ]    |
| 2004年 | 1,942              | 985              |      | [ 7 ]    |
| 2005年 | 1,923              | 987              |      | [ 8 ]    |
| 2006年 | 1,900              | 966              |      | [ 9 ]    |
| 2007年 | 1,874              | 948              |      | [ 10 ]   |
| 2008年 | 1,839              | 926              |      | [ 11 ]   |
| 2009年 | 1,796              | 904              |      | [ 12 ]   |
| 2010年 | 1,691              | 845              |      | [ 13 ]   |
| 2011年 | 1,607              | 801              |      | [ 14 ]   |
| 2012年 | 1,617              | 807              | 71位 | [ 15 ]   |
| 2013年 | 1,631              | 808              | 71位 | [ 16 ]   |
| 2014年 | 1,629              | 810              | 69位 | [ 17 ]   |
| 2015年 | 1,651              | 818              | 68位 | [ 18 ]   |
| 2016年 | 1,631              | 810              | 68位 | [ 19 ]   |

## 車站周邊
車站周邊經過土地整理項目後變成住宅區。
- 大阪府立臨海體育中心（日语：大阪府立臨海スポーツセンター）
- 高石漁港（日语：高石漁港）
  - 高石市漁協青空魚市（毎月第1個星期日舉行）
- 高石Marina（日语：高石マリーナ）
- 高師濱自然海岸
- 高石神社（日语：高石神社）
- 高石郵局
- 高石消防署高師濱出張所
- 南海電鐵研修所

此站距離南海本線高石站10分鐘步程。

## 相鄰車站
南海電氣鐵道
 高師濱線
伽羅橋（NK16-1）－高師濱（NK16-2）

## 注腳
1. 1 2   (PDF) (新闻稿). 南海電鉄. 2020-12-11  [2020-12-12]. （原始内容存档 (PDF)于2020-12-18） （日语）.
2. ↑  南海手冊
3. ↑  大阪府統計年鑑（平成13年）PDF（日語）
4. ↑  大阪府統計年鑑（平成14年）PDF（日語）
5. ↑  大阪府統計年鑑（平成15年）PDF（日語）
6. ↑  大阪府統計年鑑（平成16年）PDF（日語）
7. ↑  大阪府統計年鑑（平成17年）PDF（日語）
8. ↑  大阪府統計年鑑（平成18年）PDF（日語）
9. ↑  大阪府統計年鑑（平成19年）PDF（日語）
10. ↑  大阪府統計年鑑（平成20年）PDF（日語）
11. ↑  大阪府統計年鑑（平成21年）PDF（日語）
12. ↑  大阪府統計年鑑（平成22年）PDF（日語）
13. ↑  大阪府統計年鑑（平成23年）PDF（日語）
14. ↑  大阪府統計年鑑（平成24年）PDF（日語）
15. ↑  大阪府統計年鑑（平成25年）PDF（日語）
16. ↑  大阪府統計年鑑（平成26年）PDF（日語）
17. ↑  大阪府統計年鑑（平成27年）PDF（日語）
18. ↑  大阪府統計年鑑（平成28年）PDF（日語）
19. ↑  大阪府統計年鑑（平成29年）PDF（日語）

## 外部連結
- 高師濱 - 南海電氣鐵道（日語）